# Johannes Karl Herrmann
Johannes Karl Herrmann (* 31. März 1893 in Wernshausen; † 20. Juli 1962 in Oldenburg in Holstein) war ein deutscher Bildhauer, Grafiker und Maler. Er gehörte zu den ersten Bauhaus-Schülern.

## Leben
Herrmann besuchte die Bürgerschule Weimar und absolvierte von 1907 bis 1911 eine Bildhauerlehre in Weimar bei Gustav Sachse, dessen Gehilfe er wurde. Von 1911 bis 1914 studierte er Bildhauerei an der Großherzoglich-Sächsischen Hochschule für Bildende Kunst Weimar, ab 1912 war er in der Bildhauerklasse von Gottlieb Elster. Zu dieser Zeit freundete er sich mit den Malern Karl Peter Röhl und Johannes Molzahn an. Während des Ersten Weltkriegs leistete er als Sanitätshundeführer Kriegsdienst. Im Februar 2019 kehrte er kurzzeitig an die Großherzoglich-Sächsischen Hochschule zurück. Im April 1919 begann er ein Studium am Bauhaus bei Richard Engelmann. Zwei Monate später zeigte er bei der ersten Schülerausstellung des Bauhauses einige Arbeiten, die Interesse bei Walter Gropius weckten und Herrmann zu einem Stipendium verhalfen. Zudem wurde ihm das Schulgeld für das Wintersemester 1919/20 erlassen und ein Auftrag für eine Plastik für den Treppenpfosten im Haupteingang erteilt. Er bekam jedoch nicht wie erhofft eine Stelle als Lehrkraft am Bauhaus.
Während seines Studiums begründete Herrmann mit Molzahn und Röhl eine informelle Gruppe von befreundeten Künstlern, die sich der ungegenständlichen Kunst widmeten. Hierzu gehörten später auch Johannes Ilmari Auerbach, Werner Gilles, Robert Michel, Ella Bergmann-Michel und Eberhard Schrammen. 1919/20 hielt Herrmann sich im Hagener Künstlerkreis um Karl Ernst Osthaus auf. Zwischen 1919 und 1921 beteiligte er sich an vier Ausstellungen in Herwarth Waldens Sturm-Galerie in Berlin, zudem wurden seine Werke in der Abteilung für neue Kunst der Weimarer Kunst-Sammlung gezeigt.
1920 heiratete Johannes Karl Herrmann die Malerin Doris Herrmann, geb. von Mohl (1894–1959), und zog mit ihr auf das Gut seines Schwiegervaters Ottmar von Mohl in Arnshaugk, Waldemar von Mohl war sein Schwager. Von 1922 bis 1934 war er als Landwirt bei Wasserburg am Inn tätig, anschließend ließ er sich dauerhaft in Arnshaugk nieder. 1932/1933 sowie 1938 unternahm er Reisen nach Ägypten, die seine Malerei beeinflussten. 1937 wurden Herrmanns Druckgrafiken in Erfurter und Weimarer Museen von den Nationalsozialisten als „entartet“ beschlagnahmt, im Folgejahr gab er die Bildhauerei auf.
In den 1950er Jahren gehörte Herrmann dem Arbeitskreis Pößneck im Verband Bildender Künstler der DDR und dem dort aktiven Künstlerkollektiv „Die Arnshaugker“ an. Zu letzterem zählten neben seiner Ehefrau unter anderem auch Heinrich Kiefer und Heinrich-Rudolf Ulbricht. 1960 emigrierte Herrmann in die Bundesrepublik Deutschland und zog nach Oldenburg, wo er 1962 im Alter von 69 Jahren verstarb.

## Werk
Herrmann schuf zwischen 1919 und 1921 ungegenständliche, dynamisch-expressive Gipsplastiken sowie Druckgrafiken (Linol- und Holzschnitte), in denen er entsprechend dem Bauhausunterricht formale Fragestellungen aufgriff. Um 1921 wechselte seine Druckgrafik von der dynamischen, kubofuturistischen Formgebung hin zu konstruktiv-sachlichen Kompositionen, in denen De-Stijl-Einflüsse zu erkennen sind. Einige seiner ungegenständlichen Linolschnitte dienten als Einband-Gestaltungen, unter anderem für Bücher des mit ihm bekannten Autoren Ernst Fuhrmann.
Der zeitgenössische Kunsthistoriker Alfred Kuhn zählte Herrmann zu den Erfindern der ungegenständlichen Plastik und hob seine intensive Bearbeitung des „Problems der Dreidimensionalität“ hervor. Herrmanns Plastiken in diesem Stil gelten jedoch heute alle als verloren.
Mitte der 1920er Jahre gab Herrmann die abstrakten Experimente wieder auf, da ihm ihre gesellschaftliche Relevanz nicht mehr gegeben schien. Danach schuf er Porträtbüsten (u. a. Albrecht Schaeffer), Ölbilder und verhalten expressive Landschaftsaquarelle. Werke von ihm befinden sich in der Kunstsammlung Gera, Städtische Museen Jena, Stadtmuseum Neustadt und Kunstsammlungen Weimar.

## Ausstellungen (Auswahl)
- 1919: „Gemälde und Skulpturen Weimarischer Künstler, Gruppe II“, Museum für Kunst und Kunstgewerbe, Weimar
- 1919, 1920, 1921: Sturm-Galerie, Berlin
- 1993: Rathaus Neustadt (Orla) (Einzelausstellung)
- 1993: Romantikerhaus, Jena (Einzelausstellung)
- 2015: Förderverein für Stadtgeschichte e. V. Neustadt an der Orla, Das Künstlerpaar Doris und Johannes Karl Herrmann
- 2017–2018: „Der Bauhäusler Johannes Karl Herrmann – Aufbruch in die Moderne“, Heinrich-Neuy-Bauhaus-Museum[5]